# A szórakoztató Biblia
A szórakoztató Biblia (La Bible amusante) Léo Taxil francia író, újságíró provokatív hatású könyve. A szerző már fiatalon követte a felvilágosodás eszméit és bekapcsolódott az ateista mozgalomba is. Nevét szabadgondolkodó, felvilágosult írásai tették ismertté. Taxilt leginkább egyház- és vallásellenesnek illetve szélhámosnak is minősítik.

## A könyv létrejöttének története
XIII. Leó pápa egyik körlevele után nyilvános bűnbocsánatot tartott, és visszatért a római katolikus egyházba. „Diana Vaugham” címen az állítólagos Diana Vaughan vallomására alapozva a szabadkőműveseket támadó könyvet írt – a páholyokat ördög-imádókkal megtöltve. Ez a könyve a katolikusok között nagy sikernek örvendett, XIII. Leó pápa a szerzőt személyes magánkihallgatáson is fogadta.
Taxil 1897 tavaszán jelentette be, hogy „megtérése” nem volt őszinte, 12 éven keresztül sikerült becsapnia és megtévesztenie az egyházat és a pápát, akinek csalhatatlansága 1870 óta elfogadott hittétel. A szórakoztató biblia (La Bible Amusante) című könyve 1897 nyarán jelent meg.
Meg kell azonban jegyezni, hogy a pápai tévedhetetlenség dogmája csak a hit és erkölcs kérdéseire vonatkozik, abban az esetben is csak a pápa „ex cathedra” kijelentéseire, amiket kifejezetten azzal az igénnyel mond, hogy végérvényes és megváltoztathatatlan kijelentést tegyen.

## Tartalma
Ezen könyv valláskritikának is tekinthető, amely a zsidó-keresztény Biblia ószövetségi részét elemzi ironikus, szarkasztikus stílusban, de igen mélyre menő részletességgel és alapossággal. Ez alapján a szerző elmélyülhetett az Ószövetség tanaiban.
Unatkozással kezdődik a mű, a mérhetetlenül hosszú örökkévalóságban Jehova, Zebaoth, Adonáj, Elohim – ezek a biblia Isten eltérő nevei – unatkozott a káosz közepette. Sok-sok milliárd évszázadon keresztül unatkozott, mígnem egy ötlete támadt: tenni kellene valami hasznosat. Tehát elkezdett semmittevés helyett teremteni. Nem egyszerre, pedig úgy is megtehette volna az író szerint, hanem aprólékosan, nehogy megártson a sok munka egyszerre. Amikor szépen haladt a teremtés menete, megállapítja: „Micsoda tökfilkó voltam, hogy nem teremtettem meg előbb mindezt.” Hasonló stílusban megy végig a történet, több helyen tudományos, logikai és néhol teológiai ellentmondások elemezgetéseivel megtűzdelve.
A modern teológia szemszögéből nézve azonban a könyv meglehetősen elavultnak tekinthető, már csak azért is, mivel a Biblia szó szerinti értelmezésével vitatkozik, amely – különösen az őstörténet esetében – csak kevesek szerint tartható.
A mű további fejezeteiben Taxil ismert és ismeretlen történeteket elemez, ezekben igyekszik rávilágítani a szövegben rejtező tényleges vagy tartalomból kiolvasható ellentmondásokra. Többször is megragadja az alkalmat, hogy istent bibliai viselkedése miatt következetlen, kicsinyes és cinikus alakként jellemezze. (Isten féltékenységi rohamot kap, amikor Izrael törzsei más istent kezdenek imádni.) Aprólékosan tér ki a mai erkölcs által elítélt bibliai történetek bemutatására. (Lót vérfertőző kapcsolata lányaival, Jefte istennek tett ígéretéhez híven meggyilkolja leányát.) Taxil rendre az Ószövetség által elítélt népek és emberek pártjára áll az isteni cinizmussal szemben. (Áldozatként mutatja be midán népét, aljas célokra felbérelhető rablóvezérnek az ifjú Dávidot)
A mű egésze során több alkalommal bírálja a mindenkori papságot is. A legfőbb kritika tárgya azonban az Ószövetség, amelyet megbízhatatlan, a történelmi tények ismeretében hiteltelen, faj- és nőgyűlölő, felvilágosulatlan, más ókori népek kultúrájából eltúlzott adatokkal összemásolt műként jellemez.

## Tartalomjegyzék
Előszó: Ajánlás a csalatkozhatatlan szentatyának

A teremtés és a földi paradicsom

Az első emberek rövid története

Angyalok földi szerelmei

Az emberíség egyetemes vízbe fúlása

Egy hőn szeretett pátriárka boldog élete

Ábrahám nemzetségének a megszaporodása

Mózes negyvenéves utazása

Jézsué és Gideon hőstettei

Jefte és Sámson

A szépséges Ruth bájos idillje

Sámuel története

Saul, az első király és vetélytársa, Dávid

Salamon őfelsége dicsőséges uralkodása

A zsídók két országa: Izrael és Júda

Fogságban és fogság után

## Más szórakoztató bibliák
Említést tehetünk itt még a néger bibliáról és más tréfás, vagy népies egyszerűséggel megírt bibliákról, mint például az úgynevezett paraszt bibliáról. Ez utóbbit színpadra is átírták, és hazánkban gyakori darab a színházakban. Gyermeki egyszerűséggel Marcello D’Orta által megírt „Isten ingyér teremtett bennünket, Az aranzói gyerekek evangéliuma” is hasonló stílust képvisel.

## Magyar irodalmi vonatkozások
Ady Endre minden bizonnyal nagyra és sokra tartotta mind Léo Taxilt, mind a Szórakoztató bibliát, hiszen párizsi jegyzeteiben igen elismerő szavakkal emlékezik meg róla és ezen könyvéről. (Budapesti Napló 1907. április 5.)

## Kiadástörténet

### Magyar kiadások
A mű Gellért György fordításában jelent meg nyomtatásban, eddig négy ízben, három kiadónál:
1. A szórakoztató biblia; ford. Gellért György; Kossuth, Bp., 1963; 1964
2. A szórakoztató Biblia, Budapest, General Press, 1995, ISBN 9637548718
3. A szórakoztató Biblia, Budapest, Anahita-Ninti, 2001, ISBN 9630072238